# 산호세 주립 대학교
산호세 주립 대학교(San Jose State University)는 미국 캘리포니아주 새너제이에 있는 4년제 랜드그랜트 대학교이다. 1857년에 첫 개교되었다.

## 대한민국 유학생 관련 트리비아
1990년 대한민국 방통대 경영학과 학사 출신인 대한민국 연기자 최수종이 연예 분야 데뷔 이전 1983년 이 학교 전산공학과 비학위단기속성연수과정을 수료하였고 1998년에 대한민국 서울 연세대학교 사회체육학과 학사 출신인 대한민국 KBL 프로 농구 선수 출신의 연예방송MC 겸 기업가 서장훈이 대한민국 대학 농구 선수 활약하던 시절 연세대학교를 휴학하던 중 1996년 이 학교의 레크리에이션학과 비학위단기속성연수과정을 수료하였다.